# تل كيسان

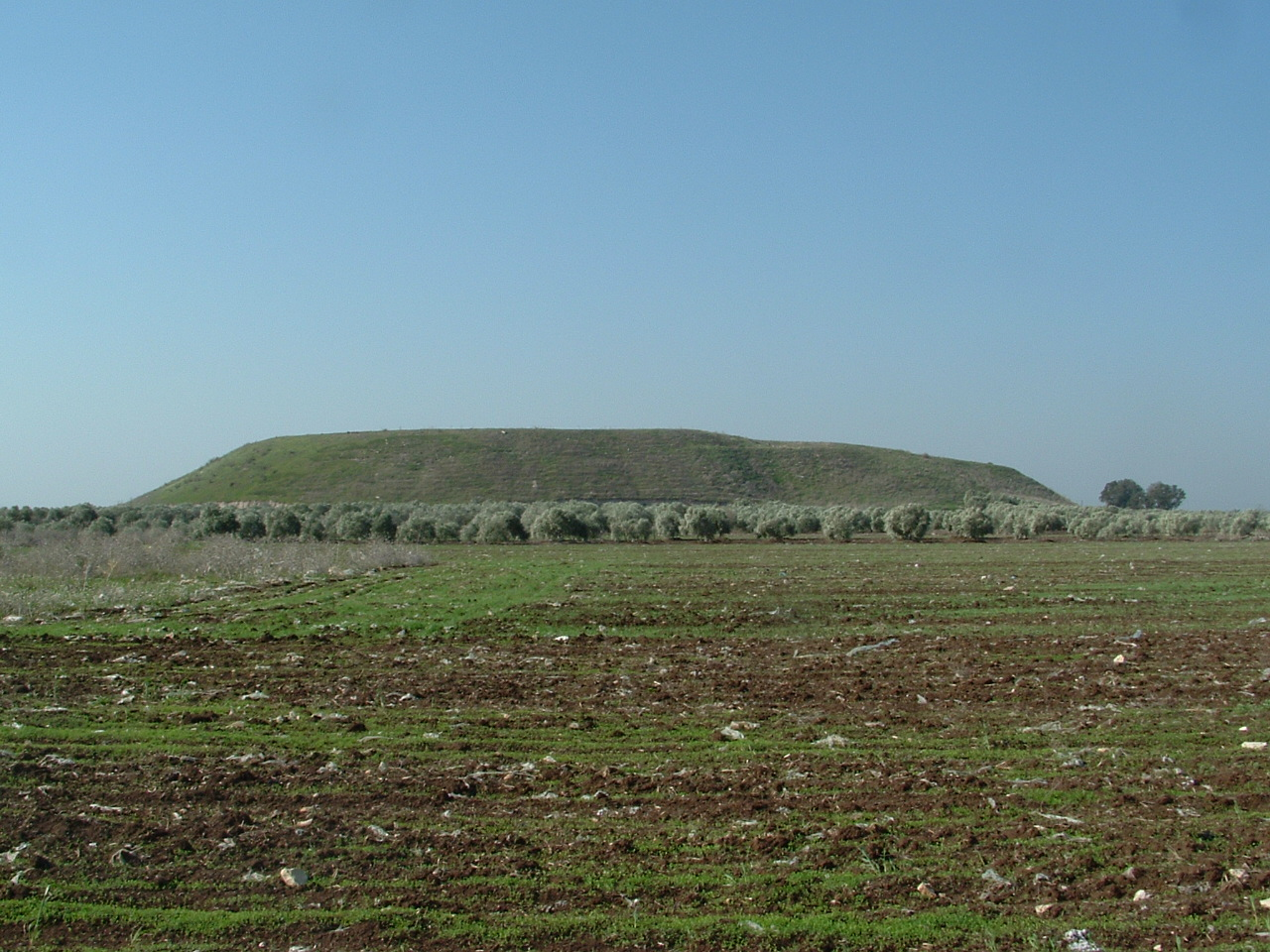
صورة للتل، 2006

تل كيسان هو موقع أثري يقع على بعد 8 كم من ساحل البحر الأبيض المتوسط في منطقة الجليل بين مدينتي حيفا وعكا، في موقع القرية الفلسطينية المهجرة الدامون. تصل مساحة التل إلى 15 دونمًا، وهو عبارة عن آثار متراكمة على طول عدة مدن. ويعود تاريخ الموقع إلى فترة العصر النحاسي.
منطقة الجليل معروفة بإنتاجها الزراعي وخاصة إنتاج زيت الزيتون. وفرت تل كيسان المصدر الرئيسي للحبوب لقضاء عكا باعتبارها مخرنًا للحبوب.
تقع تل كيسان في الطريق العتيق طريق البحر (Via Maris) الذي ربط بين مصر وسوريا. يرجح بعض العلماء أن تل كيسان كانت مدينة الكشاف الكنعانية (Achshapn) أو كابول (Cabul) التوراتية في نقطة تاريخية ما.
كانت تل كيسان مدينة كبيرة ومزدهرة في بداية وحتى منتصف العصر البرونزي. في ذألك الوقت، كانت محصنة بجدار حجري عازلة. تقلص حجم المستوطنة في أواخر العصر البرونزي وصارت أصغر، ويمكن تخمين الدمار الحاصل في بداية القرن ال-12 ق.م.. تم إعادة إعمارها واحتلالها من جديد في النصف الثاني من القرن ال-11 ق.م. وقد بدت محاولة إعادة تأهيلها ناجحة وهادئة استراتيجيا. تم تدميرها وإخلائها مرة أخرى في القرن الثامن ق.م.، ثم تشييدها من جديد في القرن السابع قبل الميلاد حيث عثر على دلائل لوجود الحضارة الآشورية في المكان. تم تدمير الموقع مرة أخرى في نهاية القرن السابع ق.م.. تعرضت للاحتلال من جديد من قبل الفرس واليونانيين في العصر الهلنستي، ثم هجرت من جديد في القرن الثاني الميلادي.
في كانون أول 2018، عثر عالمي آثار في موقع تل كيسان في عكا على بقايا القاعدة العسكرية الفارسية، ويرجح أنها لعبت دورًا في نجاح اجتياح مصر من قبل الفرس. تضررت التحصينات في الفترة الفارسية في تل كيسان، وتضررت بشكل أكبر خلال حملة ألكسندر في القرن الرابع قبل الميلاد.
يوجد هناك دلائل أثرية رومانية ودليل لوجود الطريق في الجهة الغربية البيزنطية التي بقيت حتى القرن السابع. تبدلت السلطات في عكا ما بين ال صليبين والجيش الإسلامي بقيادة صلاح الدين عدة مرات في القرون ال- 12 وال- 13، وقد استغل صلاح الدين الموقع كقاعدة عسكرية.
قسم من التلة اليوم هو مزرعة بملكية خاصة، وكرم زيتون.